# Have a Nice Day (album van Roxette)
Have a Nice Day is het zesde studioalbum van Roxette, uitgegeven op 9 maart 1999 door EMI. Het album was een gemiddeld succes, voornamelijk in Europa en Latijns-Amerika. De single "Wish I Could Fly" werd een hit in 1999 en werd dat jaar veelvuldig gedraaid op radiostations wereldwijd. Echter, door een slechte (internationale) promotie van het album en de overige uitgebrachte singles daarvan, kon het niet tippen aan de grote successen van eerder uitgebrachte albums.
Daarnaast werd de videoclip van "Anyone" te controversieel gevonden door MTV met als gevolg daarvan dat deze niet werd uitgezonden.
Roxette verraste vriend en vijand met de single "Stars", een uptempo-liedje met dance en techno invloeden, een totaal nieuw geluid van Roxette, ingezongen door Marie Fredriksson en het refrein door een kinderkoor. De Nederlander Anton Corbijn heeft de videoclip geregisseerd.
In de Spaanstalige landen is het album uitgebracht met enkele Spaanstalige nummers vertaald uit het Engelse origineel, waaronder "Quisiera Volar (Wish I Could Fly)", "Alguien (Anyone)" en "Lo siento (Salvation)".

## Tracklist
Alle nummers zijn geschreven door Per Gessle tenzij het anders staat aangegeven.

| 1.                 | Crush On You                                                           | 03:33 |
| 2.                 | Wish I Could Fly                                                       | 04:40 |
| 3.                 | You Can't Put Your Arms Around What's Already Gone                     | 03:30 |
| 4.                 | Waiting For The Rain (Tekst en muziek van Marie Fredriksson)           | 03:37 |
| 5.                 | Anyone                                                                 | 04:31 |
| 6.                 | It Will Take A Long Long Time                                          | 04:03 |
| 7.                 | 7Twenty7                                                               | 03:52 |
| 8.                 | I Was So Lucky                                                         | 04:17 |
| 9.                 | Stars                                                                  | 03:56 |
| 10.                | Salvation                                                              | 04:38 |
| 11.                | Pay The Price                                                          | 03:48 |
| 12.                | Cooper                                                                 | 04:16 |
| 13.                | Staring At The Ground                                                  | 02:58 |
| 14.                | Beautiful Things (Tekst en muziek van Per Gessle en Marie Fredriksson) | 03:49 |
| Totale duur: 55:36 |                                                                        |       |

| 15.                | Quisiera Volar (Spaanstalige versie van "Wish I Could Fly") | 04:43 |
| 16.                | Alguien (Spaanstalige versie van "Anyone")                  | 04:31 |
| 17.                | Lo siento (Spaanstalige versie van "Salvation")             | 04:44 |
| Totale duur: 79:35 |                                                             |       |

| 15.                | It Hurts           | 03:52 |
| 16.                | Myth (Demo)        | 04:25 |
| 17.                | Makin' Love To You | 03:50 |
| Totale duur: 77:44 |                    |       |